# Qatar ExxonMobil Open 2022 - Qualificazioni singolare
Le qualificazioni del singolare del Qatar ExxonMobil Open 2022 sono state un torneo di tennis preliminare per accedere alla fase finale. I vincitori dell'ultimo turno sono entrati di diritto nel tabellone principale. In caso di ritiro di uno o più giocatori aventi diritto a questi sono subentrati gli alternate, coloro che vengono ammessi al tabellone principale a causa dell'assenza di un lucky loser che possa sostituire il giocatore ritirato.

## Teste di serie
1. João Sousa (ultimo turno, lucky loser)
2. Elias Ymer (ultimo turno, lucky loser)
3. Christopher O'Connell (qualificato)
4. Illja Marčenko (ultimo turno)

1. Christopher Eubanks (qualificato)
2. Jozef Kovalík (qualificato)
3. Thomas Fabbiano (qualificato)
4. Pavel Kotov (ultimo turno)

## Qualificati
1. Thomas Fabbiano
2. Christopher Eubanks

1. Christopher O'Connell
2. Jozef Kovalík

## Lucky Loser
1. Elias Ymer

1. João Sousa

## Tabellone

### Sezione 1
|  | Primo turno | Primo turno        | Primo turno     | Primo turno | Primo turno |  |  | Ultimo turno | Ultimo turno    | Ultimo turno    | Ultimo turno | Ultimo turno |  |
|  |             |                    |                 |             |             |  |  |              |                 |                 |              |              |  |
|  | 1           | João Sousa         | 6               | 1           | 7           |  |  |              |                 |                 |              |              |  |
|  |             | Evgenij Karlovskij | 3               | 6           | 65          |  |  | 1            | João Sousa      | João Sousa      | 6            | 4            |  |
|  | WC          | Issa Alharrasi     | Issa Alharrasi  | 0           | 2           |  |  | 7            | Thomas Fabbiano | Thomas Fabbiano | 78           | 6            |  |
|  | 7           | Thomas Fabbiano    | Thomas Fabbiano | 6           | 6           |  |  |              |                 |                 |              |              |  |

### Sezione 2
|  | Primo turno | Primo turno         | Primo turno         | Primo turno | Primo turno |  |  | Ultimo turno | Ultimo turno        | Ultimo turno        | Ultimo turno | Ultimo turno |  |
|  |             |                     |                     |             |             |  |  |              |                     |                     |              |              |  |
|  | 2           | Elias Ymer          | Elias Ymer          | 6           | 6           |  |  |              |                     |                     |              |              |  |
|  | Alt         | Kris Krawcewicz     | Kris Krawcewicz     | 1           | 2           |  |  | 2            | Elias Ymer          | Elias Ymer          | 6            | 4            |  |
|  |             | Aziz Dougaz         | Aziz Dougaz         | 3           | 4           |  |  | 5            | Christopher Eubanks | Christopher Eubanks | 78           | 6            |  |
|  | 5           | Christopher Eubanks | Christopher Eubanks | 6           | 6           |  |  |              |                     |                     |              |              |  |

### Sezione 3
|  | Primo turno | Primo turno           | Primo turno           | Primo turno | Primo turno |  |  | Ultimo turno | Ultimo turno          | Ultimo turno          | Ultimo turno | Ultimo turno |  |
|  |             |                       |                       |             |             |  |  |              |                       |                       |              |              |  |
|  | 3           | Christopher O'Connell | Christopher O'Connell | 6           | 6           |  |  |              |                       |                       |              |              |  |
|  | WC          | Mubarak Shannan Zayid | Mubarak Shannan Zayid | 2           | 1           |  |  | 3            | Christopher O'Connell | Christopher O'Connell | 6            | 6            |  |
|  |             | Nerman Fatić          | Nerman Fatić          | 2           | 5           |  |  | 8            | Pavel Kotov           | Pavel Kotov           | 2            | 2            |  |
|  | 8           | Pavel Kotov           | Pavel Kotov           | 6           | 7           |  |  |              |                       |                       |              |              |  |

### Sezione 4
|  | Primo turno | Primo turno    | Primo turno    | Primo turno | Primo turno |  |  | Ultimo turno | Ultimo turno   | Ultimo turno   | Ultimo turno | Ultimo turno |  |
|  |             |                |                |             |             |  |  |              |                |                |              |              |  |
|  | 4           | Illja Marčenko | Illja Marčenko | 6           | 7           |  |  |              |                |                |              |              |  |
|  |             | Maxime Janvier | Maxime Janvier | 4           | 63          |  |  | 4            | Illja Marčenko | Illja Marčenko | 1            | 68           |  |
|  | Alt         | Andrej Golubev | Andrej Golubev | 4           | 62          |  |  | 6            | Jozef Kovalík  | Jozef Kovalík  | 6            | 710          |  |
|  | 6           | Jozef Kovalík  | Jozef Kovalík  | 6           | 7           |  |  |              |                |                |              |              |  |